# Сунтарский улус
Сунта́рский улу́с (райо́н) (якут. Сунтаар улууһа) — административно-территориальная единица (улус или район) и муниципальное образование (муниципальный район) в Республике Саха (Якутия) Российской Федерации.
Административный центр — село Сунтар.

## География
Площадь — 57,8 тыс. км²
Улус расположен в среднем течении реки Вилюй. Граничит на севере и северо-востоке с Нюрбинским улусом, на востоке — с Верхневилюйским на юго-востоке — с Олёкминским, на юго-западе — с Ленским, на западе — с Мирнинским.
Рельеф плоскогорный. На севере улуса — Вилюйское плато, на юге — Приленское плато.
Природные условия
Основной и широко распространённой лесообразующей породой являются лиственничные, еловые и сосновые леса. Местами встречаются березовые рощи. Луга по берегам озёр и реки Вилюй составляют основу кормовой базы животноводства.
Животный мир улуса богат и разнообразен. Главными промысловыми животными являются: соболь, белка, горностай, ондатра, заяц, лиса, колонок.
Средняя температура января −33…−35 °С, июля +17…+19 °С. Осадков выпадает 250—300 мм в год. Устойчивый снежный покров устанавливается в середине октября. Полностью сходит в середине мая. Безморозный период длится 80 дней — с 5 июня до 25 августа.
Экология
По данным ФГБУ ЯУГМС высокие (ВЗ) и экстремально-высокие (ЭВЗ) уровни загрязнения водных объектов на территории улуса в 2014—2013 гг. не установлены.
В 2014 г. случаев аварийного сброса загрязняющих веществ в природную среду не зарегистрировано (2013 — 0, 2012 — 0, 2011- 2, 2010 — 0, 2009 — 1).
По данным Республиканского реестра объектов размещения отходов (ОРО) на территории улуса существуют 26 объектов размещения отходов, образованных населением, предприятиями и индивидуальными предпринимателями, осуществляющими торговую деятельность. Общая площадь особо охраняемых природных территорий (ООПТ) составляет 1 687 669 га или 29,2 % территории улуса: 1 государственный природный заказник «Ергеджей» (196069 га), 3 ресурсных резервата республиканского значения «Очума» (855935 га), «Кемпендяй» (577042 га), «Бордон» (53517 га), 2 уникальных озера «Муосаны» (696 га), «Могсоголлох» (Кемпендяй), 200 га), ресурсный резерват местного значения «Ыгыатта» (3100 га), резервная территория под памятник природы «Динозавр» (10 га), детский экологический парк «БулууЧээнэ» (1100 га).

## История
Якуты заселили территорию Сунтарского улуса в 9 веке. Они принадлежали к Нерюктяйскому роду, который с начала 9 века переселился с Байкала. Начиная с 17 века этот наслег распался на три наслега: 1-й Нерюктяйский наслег (с. Тойбохой, с. Усун-Кел, с. Мар-Кел, с. Аллага), 2-й Нерюктяйский наслег (с. Нерюктяй, с. Тюбяй, с. Ыгыатта, с. Мэлэкэ, с. Шея, с. Кутана, с. Тюбей-Жархан, с. Кюкей) и 3-й Нерюктяйский населег (с. Бордон, с Хадан). Центр Сунтарского улуса был образован примерно в те же времена в районе озера Сунтар. Первым прибывшим в Сунтар русским землепроходцем был Ерофей Хабаров приблизительно в 1632—1636 г. Воин Шахов на разработку Кемпендяйской соли прибыл в Сунтар в 1640 г., первая администрация российской империи была создана в том же году им же, и им же были построены первые укрепленные зимовья на территории Сунтарского улуса. С первых лет колонизации Якутии богатая плодородная сунтарская долина притягивала к себе служилых людей. Особую ценность представляли меха и кемпендяйская соль. В 1736 году для изучения соляных источников приезжал Степан Петрович Крашенинников.
Первая церковь (во имя Введения во храм Пресвятой Богородицы) была построена в 1764 году в селе Сунтар протоиереем Василием Поповым.
В 1854 году в улусе работала экспедиция Ричарда Маака, собравшая богатейший материал о культуре и традициях вилюйских якутов, а также о растительном и животном мире, географических и метеорологических условиях.
Принято считать, что исторически улус образован в 1801 году. В состав улуса входили 8 наслегов. Наслеги Жархан, Бордон, Нахара, Тойбохой носят имена реально существовавших людей, а названия таких наслегов, как Хоро, Хангалас, Мэйик своими этимологическими корнями уходят в далёкие евроазиатские раздолья.
Известный исследователь жизни якутов Вацлав Серошевский отмечал, что за благоприятность климата, за плодородные обширные луга, за густонаселённость, за близость к Великой Лене центром Вилюйского округа надо считать Сунтарский улус. К концу XIX века по плотности населения улус занимал первое место в Вилюйском округе.
Ещё до прихода Русских землепроходцев на территории Сунтарского улуса была хорошо развита торговля. Первый торговый тракт (Айан суола) располагался в местах сейчас известных как земли: начиная с Нюрба-Ыгатта-Нерюктяи—Мар-Кел—Усун-Кел—Тойбохой-Тенке-Ленск и дальше на Бодайбо. Второй торговый тракт располагался в местах известных сейчас как: с. Сунтар-Кемпендяи-Олекма и дальше в Китай. Именно по этому тракту бежал лидер Сунтарского повстанчества Князь Петр Трофимович Павлов, но вместе со своей семьей был застигнут красными отрядами в районе между Кемпендяем и Олекмой, и в не равном бою погиб. Хорошо известны зажиточность и богатства Сунтарских князей. Но имена и биографии Сунтарских князей до русского времени утеряны. С прибытием Русской администрации торговля только усилилась, начались грузоперевозки по реке, многократно увеличившие объёмы торговли.
Самым знаменитым купцом и главой Сунтарского улуса считается Георгий Петрович Терешкин. Он три срока избирался головой Сунтарского улуса. За время его правления укрепились хозяйственные связи с Олекминским округом, Сунтарский улус был подключен к телеграфной сети Восточной Сибири. Открытием почтовых контор в улусе голова способствовал развитию почтовой связи в Западной Якутии. В 1900 гг. П.Терешкин вместе с учителем Д. Д. Сивцевым в качестве представителей от якутского народа приняли участие во Всемирной выставке в Париже. Они с достоинством показали представителям многих народов мира уникальные экспонаты, рассказывающие о быте и хозяйстве якутов. Эти экспонаты, пожертвованные ими, ныне хранятся в крупнейших западно-европейских музеях.
10 мая 1910 г. губернатор Крафт объявил благодарность Г. П. Терешкину за пожертвование «в распоряжение улусного общества 1000 руб. и 50 стогов сена стоимостью … до 5000 руб.», а также усадебной земли в размере пяти десятин с постройками на ней «для постройки училища на местности Шея». Терешкин также на свои средства построил Шеинскую школу, здания Ботомойской Казанской и Шеинской Георгиевской церквей. Пожертвовал значительную сумму денег и имущества в Сунтарскую школу, Вилюйскую гражданскую больницу, Якутскую женскую гимназию, Спасский мужской монастырь, Хатын-Аринскую богадельню и др.
Дата образования улуса — 9 января 1930 года. В 1965 году часть территории района была передана в новообразованный Мирнинский район.

## Население
| 1970    | 1979    | 1989    | 2002    | 2009    | 2010    | 2011    | 2012    | 2013    |
| ------- | ------- | ------- | ------- | ------- | ------- | ------- | ------- | ------- |
| 21 667  | ↗22 589 | ↗26 035 | ↘25 485 | ↘25 437 | ↘25 140 | ↘25 113 | ↘24 697 | ↘24 358 |
| 2014    | 2015    | 2016    | 2017    | 2018    | 2019    | 2020    | 2021    | 2022    |
| ↘24 075 | ↘23 890 | ↘23 764 | ↘23 707 | ↘23 609 | ↘23 448 | ↘23 424 | ↘22 643 | ↘22 567 |
| 2023    |         |         |         |         |         |         |         |         |
| ↘22 352 |         |         |         |         |         |         |         |         |

### Национальный состав
Основная часть населения — якуты (92,5 %). Здесь также живут: русские (5,0 %), эвены (0,2 %), эвенки (0,2 %), и другие национальности (2,1 %).

## Муниципально-территориальное устройство
Сунтарский улус (район), в рамках организации местного самоуправления, включает 26 муниципальных образований со статусом сельских поселений (наслегов):
| №  | Муниципальное образование | Административный центр | Количество населённых пунктов | Население (чел.) | Площадь (км²) |
| -- | ------------------------- | ---------------------- | ----------------------------- | ---------------- | ------------- |
| 1  | Аллагинский наслег        | село Аллага            | 1                             | ↗430             | 364,60        |
| 2  | Арылахский наслег         | село Усун-Кюёль        | 1                             | ↗622             | 380,90        |
| 3  | Бордонский наслег         | село Сарданга          | 1                             | ↗820             | 2406,70       |
| 4  | Вилючанский наслег        | село Хордогой          | 2                             | ↗632             | 17 675,50     |
| 5  | Жарханский наслег         | село Арылах            | 1                             | ↗468             | 1599,40       |
| 6  | Илимнирский наслег        | село Илимнир           | 1                             | ↘271             | 144,00        |
| 7  | Кемпендяйский наслег      | село Кемпендяй         | 2                             | ↗438             | 4770,18       |
| 8  | Крестяхский наслег        | село Крестях           | 1                             | ↗794             | 2765,61       |
| 9  | Куокунинский наслег       | село Куокуну           | 1                             | ↗518             | 3235,31       |
| 10 | Кутанинский наслег        | село Кутана            | 2                             | ↗930             | 1272,30       |
| 11 | Кюкейский наслег          | село Кюкей             | 1                             | ↗390             | 614,20        |
| 12 | Кюндяйинский наслег       | село Кюндяе            | 3                             | ↘776             | 2263,22       |
| 13 | Мар-Кюёльский наслег      | село Мар-Кюёль         | 1                             | ↘431             | 1082,31       |
| 14 | Нахаринский наслег        | село Нахара            | 1                             | ↗110             | 909,17        |
| 15 | Сунтарский наслег         | село Сунтар            | 1                             | ↗10 035          | 717,73        |
| 16 | Тенкинский наслег         | село Тенкя             | 1                             | ↗100             | 582,02        |
| 17 | Тойбохойский наслег       | село Тойбохой          | 1                             | ↘1426            | 501,90        |
| 18 | Толонский наслег          | село Толон             | 1                             | ↗125             | 1210,60       |
| 19 | Туойдахский наслег        | село Туойдах           | 1                             | ↗168             | 3292,28       |
| 20 | Тюбяй-Жарханский наслег   | село Арылах            | 3                             | →658             | 2728,99       |
| 21 | Тюбяйский наслег          | село Тюбяй             | 2                             | ↘230             | 1232,42       |
| 22 | Устьинский наслег         | село Устье             | 1                             | ↗311             | 42,18         |
| 23 | Хаданский наслег          | село Агдары            | 3                             | ↘379             | 6475,36       |
| 24 | Хоринский наслег          | село Хоро              | 1                             | ↘241             | 347,92        |
| 25 | Шеинский наслег           | село Шея               | 3                             | ↗733             | 351,98        |
| 26 | Эльгяйский наслег         | село Эльгяй            | 2                             | ↘1644            | 837,30        |

### Населённые пункты
В Сунтарском улусе 39 населённых пунктов.
| №  | Населённый пункт | Тип  | Население | Муниципальное образование |
| -- | ---------------- | ---- | --------- | ------------------------- |
| 1  | Агдары           | село | ↘312      | Хаданский наслег          |
| 2  | Аллага           | село | ↗430      | Аллагинский наслег        |
| 3  | Арылах           | село | ↗468      | Жарханский наслег         |
| 4  | Арылах           | село | ↘478      | Тюбяй-Жарханский наслег   |
| 5  | Бордон 3-й       | село | ↘1        | Эльгяйский наслег         |
| 6  | Бясь-Шея         | село | →0        | Шеинский наслег           |
| 7  | Илимнир          | село | ↘271      | Илимнирский наслег        |
| 8  | Кемпендяй        | село | ↘357      | Кемпендяйский наслег      |
| 9  | Комсомол         | село | ↘0        | Шеинский наслег           |
| 10 | Крестях          | село | ↗794      | Крестяхский наслег        |
| 11 | Куокуну          | село | ↗518      | Куокунинский наслег       |
| 12 | Кутана           | село | ↘721      | Кутанинский наслег        |
| 13 | Кюкей            | село | ↗390      | Кюкейский наслег          |
| 14 | Кюндяе           | село | ↘723      | Кюндяйинский наслег       |
| 15 | Мар-Кюёль        | село | ↘431      | Мар-Кюёльский наслег      |
| 16 | Миляке           | село | ↘0        | Тюбяй-Жарханский наслег   |
| 17 | Нахара           | село | ↗110      | Нахаринский наслег        |
| 18 | Нерюктяй         | село | ↘0        | Тюбяйский наслег          |
| 19 | Оюсут            | село | →2        | Вилючанский наслег        |
| 20 | Сарданга         | село | ↗820      | Бордонский наслег         |
| 21 | Сунтар           | село | ↗10 035   | Сунтарский наслег         |
| 22 | Тенкя            | село | ↗100      | Тенкинский наслег         |
| 23 | Тойбохой         | село | ↘1426     | Тойбохойский наслег       |
| 24 | Толон            | село | ↗125      | Толонский наслег          |
| 25 | Толон            | село | →0        | Хаданский наслег          |
| 26 | Тумул            | село | ↘2        | Кутанинский наслег        |
| 27 | Туойдах          | село | ↗168      | Туойдахский наслег        |
| 28 | Тюбяй            | село | ↘220      | Тюбяйский наслег          |
| 29 | Устье            | село | ↗311      | Устьинский наслег         |
| 30 | Усун-Кюёль       | село | ↗622      | Арылахский наслег         |
| 31 | Харыялах         | село | ↘0        | Кюндяйинский наслег       |
| 32 | Хордогой         | село | ↘600      | Вилючанский наслег        |
| 33 | Хоро             | село | ↘241      | Хоринский наслег          |
| 34 | Чайыгда          | село | ↘0        | Кемпендяйский наслег      |
| 35 | Шея              | село | ↘567      | Шеинский наслег           |
| 36 | Ыгыатта          | село | ↘25       | Тюбяй-Жарханский наслег   |
| 37 | Эйикяр           | село | ↘0        | Хаданский наслег          |
| 38 | Эльгяй           | село | ↘1569     | Эльгяйский наслег         |
| 39 | Эльгян           | село | ↘9        | Кюндяйинский наслег       |

## Культура
Сунтарская земля известна вековыми культурными традициями, успехами в земледелии и животноводстве, кустарном производстве и ремесленничестве. Здесь жили и работали многие выдающиеся люди, которые внесли заметный вклад в социально-экономическое и духовное развитие Якутии.
В улусе функционирует более 40 различных музеев, среди них:
- Эльгяйский музей природы имени Б. Н. Андреева, ныне Эльгяйский региональный музейно-экологический центр имени Б. Н. Андреева
- Тойбохойский краеведческий музей имени Г. Е. Бессонова.
- Музей народного творчества.
- Сунтарский музейный комплекс имени С. А. Зверева — Кыыл Уола (образован Постановлением Правительства № 381 от 17 июля 2000 года в целях увековечивания памяти Сергея Афанасьевича Зверева).
- Виртуальный исторический музей «Крестях — родина первых якутских алмазов»

## Экономика
Главной отраслью является сельское хозяйство.
В последние годы наблюдается тенденция роста производительных сил, постепенного развития местной промышленности. Положение в народном хозяйстве стабилизируется, и это становится основой дальнейшего развития экономики и социально-культурной сферы. Улус занимает первое место по экономическому развитию среди сельскохозяйственных улусов Якутии.
Улус богат природным газом, нефтью, каменным и бурым углём, цеолитом, медью и поваренной солью.
Услуги телефонной связи предоставляет компания «Сахателеком».
Также в районном центре с. Сунтар услуги сотовой связи предоставляют компании МТС и Мегафон.
Транспорт
По территории улуса проходит автодорога федерального значения «Вилюй» («Якутск—Вилюйск—Нюрба—Мирный»).
Пристани на реке Вилюй — Сунтар, Шея, Эльгяй, Крестях.
В Сунтаре имеется аэропорт. Осуществляются регулярные рейсы по маршруту Якутск-Сунтар-Якутск на воздушных судах Ан-24 и Ан-140.

## Палеонтология
На речке Тээтэ вблизи села Хоро Сунтарского улуса нашли местонахождение динозавров начала мелового периода (145—125 млн лет назад). Нашли останки двуногих хищников аллозавров, целурозавров и дромеозавров, четвероногих травоядных стегозавров и камаразавров, рептилию хампозавра, терапсид из подотряда цинодонтов Xenocretosuchus. Также нашли вид Cryoharamia tarda, сходный с грызунами и, судя по всему, имевший летательную перепонку, что помогало ему планировать с дерева на дерево.

## Люди, связанные с улусом
- Попов, Леонид Андреевич (1919, Арылахский наслег — 1990) — якутский писатель.
- Бессонов, Георгий Евдокимович (1915—2005) — учитель средней школы (село Тойбохой), Герой Социалистического Труда.
- Кривошапкина Мария Афанасьевна (1981) Мастер спорта международного класса по боксу, Заслуженный мастер спорта России, двукратная Чемпионка Мира, Чемпионат России (2012 г. 1 место), Чемпионка Кубка Европы по боксу, Чемпионка Мира среди профессионалов по кикбоксингу.
- Семёнов Григорий Трофимович (1903—1970) — советский геолог, Герой Социалистического Труда.